# Tetracen

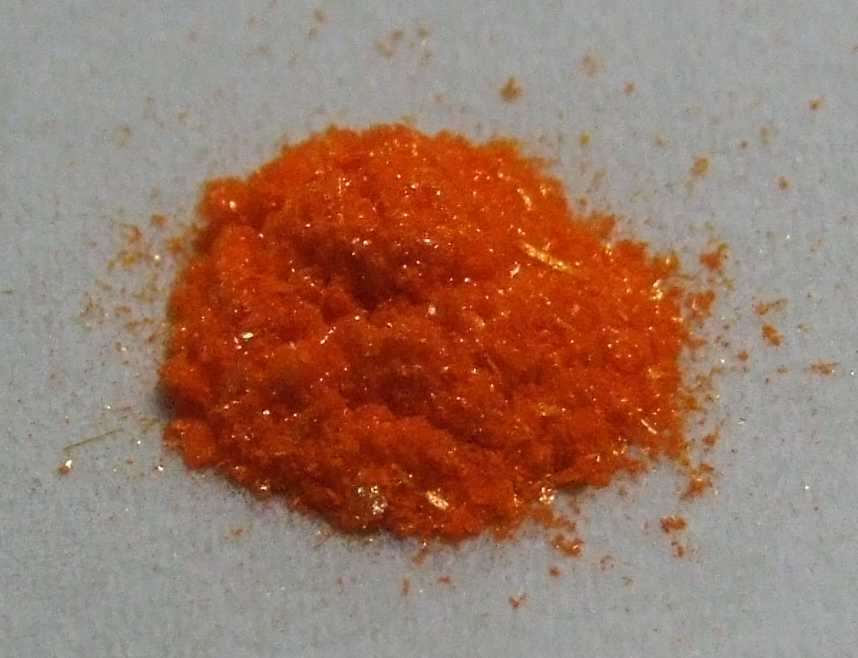
Krystaly tetracenu.

Tetracen (nebo také naftacen) je polycyklický aromatický uhlovodík se čtyřmi lineárně kondenzovanými benzenovými jádry. Tato řada se někdy nazývá aceny. Sousední členové této řady se 3 resp. 5 benzenovými jádry jsou anthracen a pentacen.

## Vlastnosti
V přírodě je součástí uhelného dehtu, ze kterého se dá získat destilací. Může být také syntetizován reakcí anhydridu kyseliny ftalové s odpovídajícími naftalenovými deriváty. Ačkoli nebyla prokázána jeho nebezpečnost, jeví se v laboratorních studiích jako mutagenní látka. Roztoky tetracenu slabě zeleně fluoreskují.

## Použití
Tetracen je využíván jako organický polovodič v takzvaných "organic field-effect transistors" (OFETs) a "organických diodách" (OLED). Dále se používá také v organické syntéze. Jeho deriváty tetracykliny jsou inhibitory syntézy proteinů na ribozomech bakterií, fungují tedy jako antibiotika.